# 宋冬 (建筑师)
宋冬（1963年—），建築師，ODI創始人。主持過上海大劇院、東方藝術中心、中國駐美大使館以及交銀金融大廈等建築的室內設計與施工。

## ODI
ODI是Omni-directional intergrative的縮寫，意為萬象結合約束，該詞來源於一個改變地球變暖的沙漠變綠洲的科研项目。

## 展覽
- 寧波美術館，“心之慧眼 - 宋冬ODI品牌藝術展”，2018[6]
- 中國美術館，“天地大美 - 新時代中國藝術名家邀請展”, 2018[7]
- 無錫國際設計博覽會，2017[8]
- 新華影廊，“宋冬ODI概念展”，法國巴黎 2017[9]